# 萨米乌姆
萨米乌姆（约公元前1976年—约公元前1942年在位）（英語：Samium）拉尔萨国王。埃米苏姆的继承人，约与伊辛第一王朝君主伊丁·达干、亚述国王普祖尔亚述一世同时。为阿摩利人之后裔。死后由其儿子赞巴亚承袭其位。